# ویلیام برویک (بازیکن فوتبال)
ویلیام برویک (انگلیسی: William Berwick; ۳۰ نوامبر ۱۸۸۴ – ۱۹۴۸ (۶۳−۶۴ سال)) بازیکن فوتبال بود.
از باشگاه‌هایی که در آن بازی کرده‌است می‌توان به باشگاه فوتبال گلوسوپ نورث اند اشاره کرد.